# San Chirico Raparo
San Chirico Raparo är en ort och kommun i provinsen Potenza i regionen Basilicata i Italien. Kommunen hade 1 032 invånare (2017).